# Fritz Nachmann
Fritz Nachmann (* 16. August 1929 in Kreuth) ist ein ehemaliger deutscher Rennrodler.
Sein erster großer Erfolg war der Gewinn der Bronzemedaille im Doppelsitzer bei den Rennrodel-Weltmeisterschaften 1955, zusammen mit Josef Strillinger. Mit ihm wurde er dann 1957 und 1958 Weltmeister im Doppelsitzer. Bei der WM 1962 trat er dann gemeinsam mit Max Leo an und gewann die Silbermedaille. Ein Jahr später wurde er Weltmeister im Einsitzer. 1967 konnte er bei den Europameisterschaften die Silbermedaille im Einsitzer erringen. Außerdem gewann er bei den Olympischen Spielen 1968 in Grenoble die Bronzemedaille im Doppelsitzer, zusammen mit Wolfgang Winkler. Am 12. September 1959 erhielt er vom Bundespräsidenten zusammen mit seinem Partner Josef Strillinger das Silberne Lorbeerblatt.